# Ulla Norden
Ulla Norden, pseudonimo di Ulla Kleiner (Mannheim, 4 dicembre 1940 – Bad Neuenahr, 5 marzo 2018), è stata una cantante, conduttrice radiofonica e conduttrice televisiva tedesca.
Tra i suoi brani di maggiore successo, figurano Alle Tage Sonntag, Alle Wege im Leben, Dein Platz ist immer in der ersten Reihe, Dieser Mann gibt mir zu denken, Du wirst lachen, mir geht's gut, Einer wie du, Immer lieber, immer öfter, Schlaf bitte nicht gleich wieder ein, Urlaub, mach mal Urlaub, Verliebt in den eigenen Mann, Wir sind verrückt, wir beide, ecc. Condusse i programmi radiofonici di WDR 4 ARD Nachtexpress, Morgenmelodie, Morgenpavillon, Gut aufgelegt e WDR 4 Superwunschhitparade.

## Biografia
Ulla Kleiner, in seguito nota con il nome d'arte di Ulla Norden, nasce a Mannheim il 4 dicembre 1940.
Dopo aver studiato canto, danza e recitazione a Costanza, all'inizio degli anni sessanta firma un contratto discografico con l'etichetta Ariola Records, contratto che gli viene in seguito prolungato dopo la vittoria in un concorso canoro. In seguito, nel 1966, compare nel Rudi Carrell Show.
Il successo arriva alla fine degli anni sessanta grazie al brano Das ist zu schön, um wahr zu sein. Seguiranno altre hit quali Wir sind verrückt wir beide, cover di  You're the Greatest Lover  delle Luv', e Ich bin verliebt in den eigenen Mann.
A partire dal 1982, diventa conduttrice di programmi per l'emittente RTL Television e in seguito per l'emittente NDR. A partire dall'8 giugno 1988 diventa poi conduttrice del programma radiofonico di WDR 4 ARD Nachtexpress.
Nel 1998, fa il proprio ritorno anche sulla scena musicale, firmando un contratto con l'etichetta Rubin Records, e nel 1999 pubblica il singolo Dieser Mann gibt mir zu denken. Subito dopo, si ritira però nuovamente dalla scena musicale in seguito alla morte del marito Peter Puder, stroncato da un cancro pochi giorni dopo la pubblicazione del disco.
Nel 2003, sposa in seconde nozze il produttore discografico Günter Ilgner, che però muore appena un anno dopo in seguito ad un'operazione all'intestino.
Nel 2009 pubblica il suo ultimo album da solista dal titolo In alter Frische e incide alcuni brani in duetto assieme a Michel van Dam (tra cui Danny Boy, Komm an Bord, Die Kraft in dir e Träume endlich leben), che l'anno seguente verranno inseriti nell'album Das Flüstern des Windes.
L'anno seguente abbandona definitivamente la scena musicale e televisiva.
Muore il 5 marzo 2018 in un ospedale di Neuenahr, all'età di 77 anni.

## Discografia parziale

### Album
- 1992 : Ich bin verliebt in den eigenen Mann
- 1994 : Bis zum nächsten Mal
- 1997 : Immer lieber, immer öfter
- 2000 : Ich tausche mein Herz gegen dein Herz
- 2005 : Zwischen gestern und morgen
- 2009 : In alter Frische
- 2010: Das Flüstern des Windes (con Michel van Dam)

## Filmografia parziale
- Showbusiness - miniserie TV (1961)
- Wenn der weiße Flieder wieder blüht - film TV, regia di Dieter Pröttel (1967)
- ...und sowas nennt sich Show - film TV, regia di Truck Branss (1971)
- Der Wind hat mir ein Lied erzählt - film TV, regia di Dieter Wendrich (1973)